# Josep Quitet i Torner
Josep Quitet i Torner (Manresa, Bages, 1955) és un activista català, i president de la Creu Roja a Catalunya des de maig de 2019.
Quitet va compaginar la tasca de voluntari a Creu Roja, des de l'any 1978, amb la seva feina al sector de la banca durant més de 35 anys, i també exercí com a corresponsal de premsa comarcal durant 5 anys. Nascut a Manresa, però inculat la major part de la seva vida a Sant Celoni, des del 1992 i fins al 2015, Quitet asumí la presidència de la Asamblea Comarcal de la Creu Roja de Sant Celoni i Baix Montseny. L'any 2006 començà a ocupar la vicepresidència 1a de Creu Roja Catalunya, i des del 2007 la presidència provincial de la Creu Roja a Barcelona. També formà part del Comitè Estatal de la Creu Roja Espanyola. El maig del 2019 es va convertir en el president de Creu Roja a Catalunya, substituïnt en el càrrec a Antoni Aguilera i Rodríguez, que ho havia estat des de l'any 2015. El 2023 renovà el seu càrrec com a president.